# Teodosi d'Alexandria
Teodosi d'Alexandria, en llatí Theodosius, en grec antic Θεὸδοσιος, fou un gramàtic grec nadiu d'Alexandria.
Va escriure un comentari sobre el  τέχνη γραμματική (Tékhne Grammatiké) de Dionís Trax. Se suposa que va viure en temps de Constantí I el Gran. La seva obra principal abans esmentada fou publicada en 1822 sota el títol Theodosii Alexandrini Grammatica.
Un epítom de la gran obra d'Herodià en vint llibres sobre prosòdia general, atribuït erròniament a Arcadi d'Antioquia, és probablement l'obra de Teodosi d'Alexandria o d'un gramàtic anomenat Aristòdem. Aquest epítom només inclou 19 dels llibres originals, l'últim va ser obra d'un falsificador del segle xvi, i encara que muntat sense cura, és valuós, ja que conserva l'ordre de l'original i, per tant, ofereix una base fiable per a la seva reconstrucció.